# Ёлка (мультфильм)
«Ёлка» — советский рисованный мультфильм для детей, который сняли в 1942 году режиссёры Михаил Цехановский и Пётр Носов. Сказка о встрече Нового года вместе с Дедом Морозом.

## Сюжет
Зверушки в лесу (зайцы, лисы, медведи, белки) готовятся к новогоднему празднику — запасаются ёлками, наряжают их. В это время к ним стремится Дед Мороз, чтобы подарить им игрушки. Но злые волки пытаются помешать состояться празднику и украсть игрушки, преграждая путь Деду Морозу. Узнав об этом, зверушки дружным коллективом помогают ему прогнать их. В конце Дед Мороз наряжает самую огромную ёлку в лесу игрушками и наступает новый год — все окунаются в новогодний праздник.

## Создатели
- Автор сценария — П. Носов
- Режиссёры: П. Носов, М. Цехановский
- Ассистент — Р. Давыдов
- Композитор — Н. Богословский
- Художники-мультипликаторы: Л. Бредис, Л. Позднеев, Ф. Епифанова
- Оператор — Е. Гимпельсон
- Актёры в титрах не указаны.